# Turcja na Letnich Igrzyskach Olimpijskich 1936
Turcję na Letnich Igrzyskach Olimpijskich 1936 reprezentowało 48 zawodników, 46 mężczyzn i 2 kobiety.

## Zdobyte medale
| Medal | Zawodnik      | Dyscyplina | Konkurencja                                 | Rezultat |
| ----- | ------------- | ---------- | ------------------------------------------- | -------- |
| Złoto | Yaşar Erkan   | Zapasy     | Styl klasyczny, kategoria do 61 kg mężczyzn | [ 2 ]    |
| Brąz  | Ahmet Kireççi | Zapasy     | Styl wolny, kategoria do 79 kg mężczyzn     | [ 2 ]    |